# Deflorita bella
Deflorita bella är en insektsart som beskrevs av Andrej Vasiljevitj Gorochov 2008. Deflorita bella ingår i släktet Deflorita och familjen vårtbitare. Inga underarter finns listade i Catalogue of Life.